# Bellavista–La Palmera
Bellavista–La Palmera est un des onze districts administratifs de la ville andalouse de Séville, en Espagne.
Il est situé au sud de la ville. Il est limité au nord par le district Sud, à l'ouest par le canal Alphonse-XIII et le district de Los Remedios et au sud et à l'est par la commune de Dos Hermanas.
Le 1er janvier 2013, sa population était de 40 462 habitants.

## Quartiers
Le district est formé de 6 quartiers : Barriada de Pineda, Bellavista, Elcano-Bermejales, Heliópolis, Pedro Salvador-Las Palmeritas-Guadaíra et Sector Sur-La Palmera-Reina Mercedes.

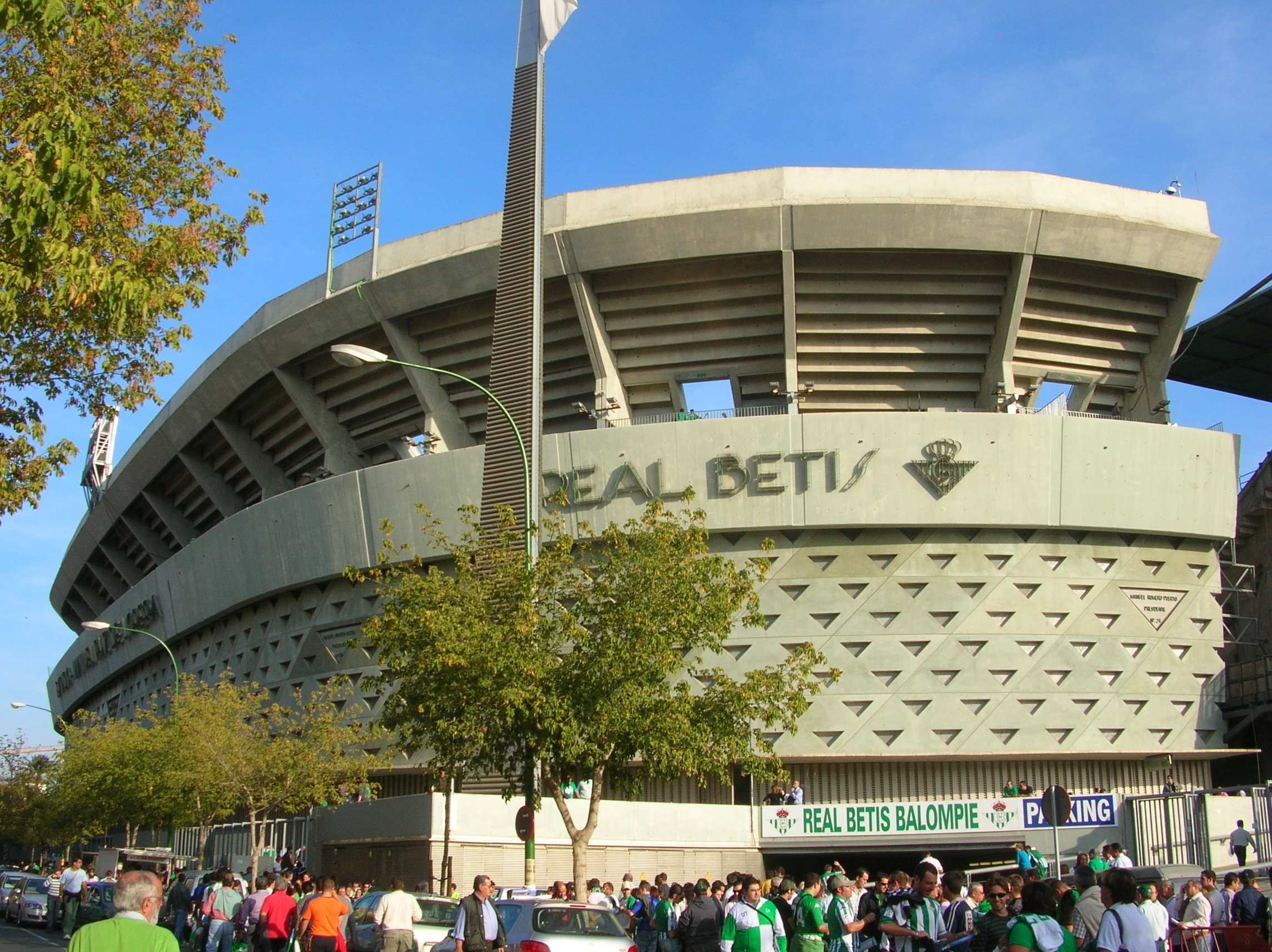
Le stade Benito-Villamarín, qui accueille l'équipe de football du Real Betis Balompié, se trouve dans le district.
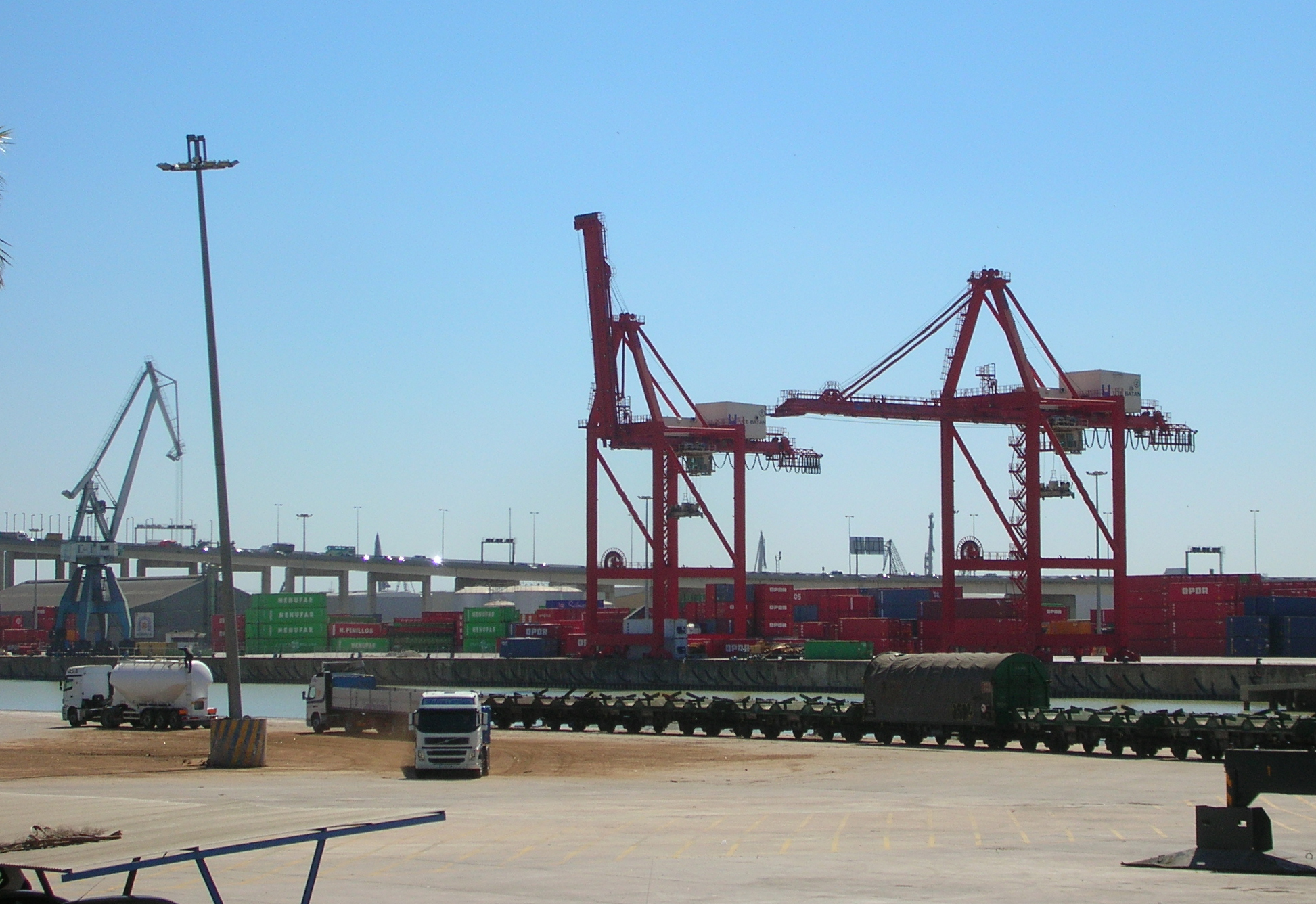
La zone du port de Séville située à l'est du canal Alphonse-XIII se trouve sur le territoire du district.